# Campeonato Pan-Pacífico de Natação de 2018
O Campeonato Pan-Pacífico de Natação de 2018, oficialmente Pan Pacs 2018, é a décima-terceira edição do campeonato no qual se fazem presentes atletas das nações convidadas pelo Acordo das Nações do Pan-Pacífico. O evento é sediado no Japão pela sexta vez na história, a terceira em Tóquio.
Estabelecido em meados da década de 1980, o Campeonato Pan-Pacífico é realizado sob a supervisão da Associação de Natação do Pan-Pacífico, que é formada pelas quatro federações fundadoras: Austrália, Canadá, Estados Unidos e Japão. A intenção original era proporcionar aos seus atletas uma oportunidade de competir em um nível internacional em anos nos quais não havia Jogos Olímpicos nem Campeonato Mundial de Esportes Aquáticos, concorrendo com o Campeonato Europeu de Esportes Aquáticos para atletas europeus.
Ao contrário dos Campeonatos Mundiais de Esportes Aquáticos e Jogos Olímpicos de Verão, os países podem inscrever quantos atletas desejarem nas preliminares de cada evento (na maioria dos encontros internacionais, apenas dois nadadores de cada nação são permitidos). No entanto, apenas dois nadadores por país podem se classificar para a final A e outros dois para a final B. Para os revezamentos, cada país pode inscrever uma equipe em cada evento de revezamento para nadar a bateria final e pontuar para a equipe.

## Programação
Horário local (UTC+9).
| E | Eliminatórias | F | Final |